# Pausinystalia lane-poolei
Pausinystalia lane-poolei är en måreväxtart som först beskrevs av John Hutchinson, och fick sitt nu gällande namn av John Hutchinson och Lane-poole. Pausinystalia lane-poolei ingår i släktet Pausinystalia och familjen måreväxter.

## Underarter
Arten delas in i följande underarter:
- P. l. ituriense
- P. l. lane-poolei